# Заря Енисея
«Заря Енисея» — общественно-политическая газета Лесосибирска.
Издаётся с 1 января 1980 года.
Старейшая газета в городе.

## Информация
Первый номер газеты вышел 1 января 1980 года.
Со дня основания главным редактором являлся Анатолий Дмитриевич Волков, Заслуженный работник культуры Российской Федерации. С 2012 года главный редактор - Евгений Александрович Петренко.
Выходит один раз в неделю, в четверг, на 24 страницах формата А3.
Распространяется по подписке, в торговых точках Лесосибирска, а также по предприятиям и организациям. Кроме этого, газету читают жители поселков Стрелка, Абалаково, Мирный.
В газете освещается общественно-политическая жизнь, публикуются Решения городского Совета депутатов, Постановления администрации города.

## Награды
Журналисты газеты неоднократно принимали участие в творческих конкурсах.
В 2003 году в рамках конкурса к 60-летнему юбилею ОАО «Красноярскэнерго» заведующей отделом общественно-политической жизни и экономики газеты «Заря Енисея» Тамаре Поповой присуждено 1-е место за плодотворное сотрудничество и самое большое количество публикаций о деятельности «Красноярскэнерго».
В 2004 году «Заря Енисея» по представлению Центрально-Сибирской ТПП и краевого отделения Союза журналистов России, стала лауреатом Всероссийского конкурса журналистов «Экономическое возрождение России».
В 2006 году в рамках конкурса по освещению IV Съезда депутатов Красноярского края в номинации «Лучший журналистский материал в печатных СМИ» Тамара Попова награждена за спецвыпуск, посвященный Съезду.
В 2006 году в рамках конкурса на лучшее освещение в СМИ подготовки и проведения Всероссийской сельскохозяйственной переписи Тамара Попова заняла 3-е место среди журналистов Сибирского Федерального округа